# Ministère de la Métropole
Le ministère de la Métropole, au Québec, est un ancien ministère du gouvernement du Québec chargé de favoriser le développement économique, culturel et social de la métropole montréalaise. Ce ministère était spécifique en ce qu'il n'avait pas de responsabilité sectorielle particulière et que sa structure était relativement légère.

## Historique
Le 29 janvier 1996 le nouveau premier ministre Lucien Bouchard nomme Serge Ménard ministre d'État à la Métropole et ministre responsable de la région de Montréal. Le nouveau gouvernement veut donc prouver sa détermination à engager la relance économique de la région de Montréal, alors aux prises avec une importante récession. Le premier ministre déclare ainsi lors du dévoilement de son conseil des ministres:

« Montréal et sa région métropolitaine présentent un cas à part. La démographie montréalaise, la complexité de son tissu de villes et de banlieues, son rôle économique et culturel, l'ampleur des problèmes qui l'assaillent démontrent amplement que le Montréal métropolitain doit être doté d'un levier politique à sa mesure »

— Lucien Bouchard, premier ministre du Québec
La loi sur le ministère de la Métropole est sanctionnée le 20 juin 1996 pour une entrée en vigueur le 20 juin 1996. Elle précise les attributions du nouveau ministère et confirme le transfert du personnel de l'ancien Secrétariat à la métropole qui dépendait du ministère du Conseil exécutif.
La pertinence du ministère est remise en doute dans les années qui suivent, du fait de son faible pouvoir de décision. Le Parti libéral du Québec promet même de le supprimer lors de la campagne des élections générales de 1998 alors que Lucien Bouchard refuse de s'engager à le maintenir. Deux projets phares du ministère (soit la création d'une Commission de développement de la Métropole et la fusion des sociétés de transport) n'aboutissent pas devant l'opposition des villes de banlieue.
Le ministère de la Métropole est supprimé le 27 octobre 1999 et ses responsabilités transférées au ministère des Affaires municipales qui devient alors ministère des Affaires municipales et de la Métropole.
Le titre de ministre responsable de la Métropole réapparaît avec la nomination de Chantal Rouleau au titre de ministre responsable de la Métropole et de la région de Montréal le 18 octobre 2018.

### Liste des ministres
| Titulaire Parti                                                  | Titulaire Parti                                                  | Début                                                            | Fin                                                              | Cabinet  |
| ---------------------------------------------------------------- | ---------------------------------------------------------------- | ---------------------------------------------------------------- | ---------------------------------------------------------------- | -------- |
| Ministre d'État à la Métropole                                   | Ministre d'État à la Métropole                                   | Ministre d'État à la Métropole                                   | Ministre d'État à la Métropole                                   | Bouchard |
|                                                                  | Serge Ménard Parti québécois                                     | 29 janvier 1996                                                  | 25 août 1997                                                     | Bouchard |
|                                                                  | Robert Perreault Parti québécois                                 | 25 août 1997                                                     | 15 décembre 1998                                                 | Bouchard |
| Ministre d'État aux Affaires municipales et à la Métropole       |                                                                  |                                                                  |                                                                  | Bouchard |
|                                                                  | Louise Harel Parti québécois                                     | 15 décembre 1998                                                 | 8 mars 2001                                                      | Bouchard |
| 8 mars 2001                                                      | Louise Harel Parti québécois                                     | 30 janvier 2002                                                  | Landry                                                           |          |
| Ministre responsable de la Métropole et de la région de Montréal | Ministre responsable de la Métropole et de la région de Montréal | Ministre responsable de la Métropole et de la région de Montréal | Ministre responsable de la Métropole et de la région de Montréal | Legault  |
|                                                                  | Chantal Rouleau Coalition avenir                                 | 18 octobre 2018                                                  | 20 octobre 2022                                                  | Legault  |
|                                                                  | Pierre Fitzgibbon Coalition avenir                               | 20 octobre 2022                                                  | 5 septembre 2024                                                 | Legault  |
|                                                                  | Christine Fréchette Coalition avenir                             | 5 septembre 2024                                                 | En fonction                                                      | Legault  |

## Mandat
Le ministre obtient un mandat large mais délimité strictement sur le plan géographique. Il est ainsi chargé de soutenir la métropole sur les plans économiques, culturels et sociaux. Il obtient aussi des pouvoirs dans l'aménagement du territoire et l'organisation des transports.
Le ministère subventionne plusieurs festivals importants tenus à Montréal (notamment Juste pour rire, le Festival de jazz, les FrancoFolies...) et participe à la mise en place de la société Quartier international de Montréal.

### Organismes rattachés
Lors de la constitution du ministère, plusieurs organismes sont placés sous la responsabilité du ministère :
- La Régie des installations olympiques[15] ;
- La Société du Palais des congrès de Montréal[16] ;
- La Société Innovatech du Grand Montréal[17];
- L'Agence métropolitaine de transport nouvellement créée et anciennement responsabilité du ministère des Transports[18].

### Textes officiels
- Loi sur le ministère de la Métropole, LQ 1996, c. 13  (lire en ligne, consulté le 12 août 2023)